# Élie Poirée
Pour les articles homonymes, voir Poirée.
Élie Poirée est un musicographe et compositeur français né le 9 octobre 1850 à Villeneuve-Saint-Georges et mort le 25 mai 1925 à Paris. 

## Biographie
Élie Émile Gabriel Poirée naît le 9 octobre 1850 à Villeneuve-Sains-Georges,.
Entre 1884 et 1918, il est conservateur de la bibliothèque Sainte-Geneviève, et dirige, de 1907 à 1925, la collection « Les Musiciens célèbres » (Paris, éditions Henri Laurens),.
Comme musicologue, il est l'auteur de différentes études, Le Chant gnosticomagique des sept voyelles (Solesmes, 1901) et Une nouvelle nouvelle interprétation du second hymne delphique (Solesmes, 1901), notamment, ainsi que plusieurs ouvrages, Essais de technique et d'esthétique musicales (en deux volumes, Paris, 1898, 1899, rééd. 1922), Chopin (Paris, 1907), Richard Wagner (Paris, 1921).
Comme compositeur, il est l'auteur d'un quatuor à cordes publié en 1908.
Il meurt le 25 mai 1925 à Paris,.

## Écrits
Élie Poirée est l'auteur de :
- L'évolution de la musique (1884) ;
- un essai sur Tannhäuser (1895, avec Alfred Ernst) ;
- Essais de technique et d'esthétique musicales :
  - no 1, Les Maîtres-Chanteurs de Wagner, 1898 ;
  - no 2, Étude sur le discours musical, 1899 (nouvelle édition, 1922) ;
- Le Chant gnosticomagique des sept voyelles (Solesmes, 1901, avec Charles-Émile Ruelle) ;
- Une nouvelle nouvelle interprétation du second hymne delphique (Solesmes, 1901) ;
- Chopin (Paris, 1907) ;
- Richard Wagner (Paris, 1921).